# 알리페이

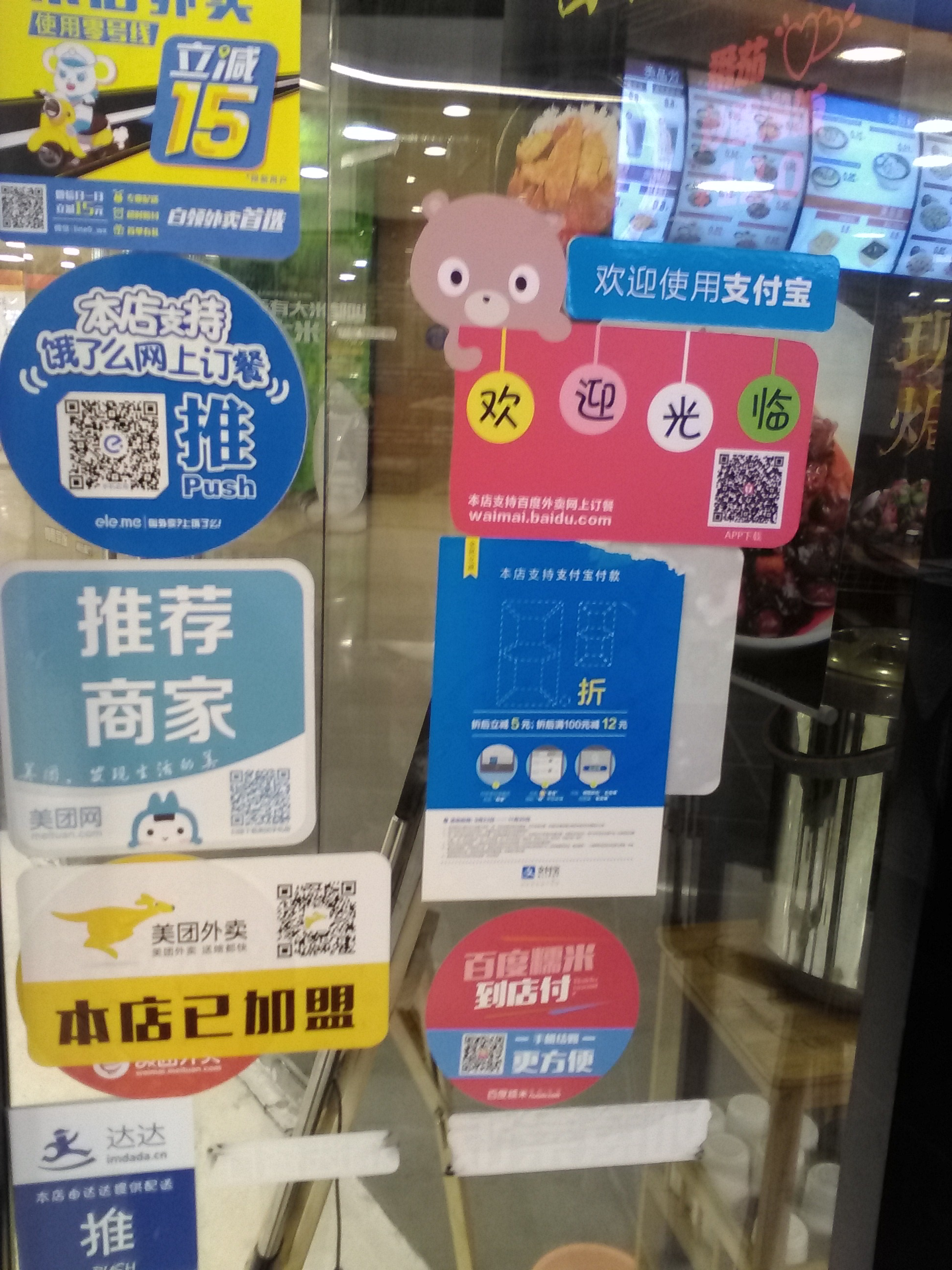
중국에서 온라인 모바일 지불 방식의 하나인 알리페이는 온라인 음식 배달 서비스와 더 자주 병합된다. 각기 다른 배달 회사의 스티커가 쑤저우 시의 한 식당에 걸려있다.

알리페이(영어: Alipay, 중국어 간체자: 支付宝, 정체자: 支付寶, 병음: Zhīfùbǎo , 즈푸바오)는 서드파티 모바일 및 온라인 지급 플랫폼으로, 2004년 2월 중국 항저우에서 알리바바 그룹과 알리바바 그룹의 설립자 마윈에 의해 설립되었다. 알리페이는 본사를 상하이 푸둥으로 옮겼으나 모회사 앤트파이낸셜은 계속 항저우에 있다.
알리페이는 단일 결제 도구에서 결제, 생활 서비스, 정부 서비스, 소셜, 재테크, 보험 및 공익 등 여러 시나리오를 제공하는 것으로 발전했으며 모든 산업을 포괄하는 개방형 플랫폼이다.

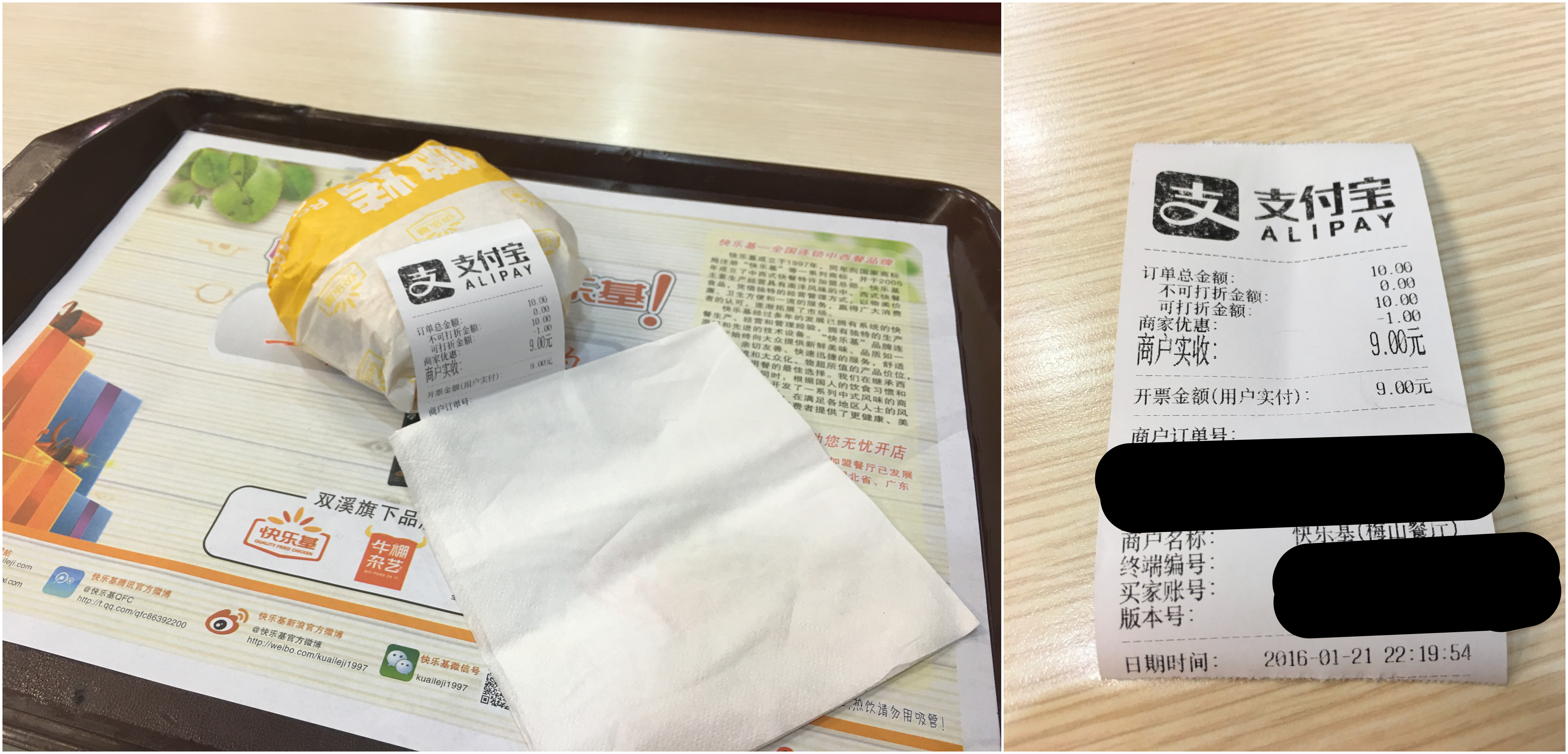
알리페이로 구매한 햄버거

2021년까지 집계된 알리페이의 글로벌 사용자 수는 약 17억 명으로 현재 가장 많은 이용자 수를 보유하고 있다.

알리페이는 2013년에 세계 최대의 모바일 지급 플랫폼인 페이팔을 따라잡았다. 2016년 4분기에 알리페이는 중국의 모바일 지급 시장 중 54%를 점유하여 지금까지 세계에서 가장 큰 비율을 자랑하지만 2015년 라이벌 텐센트의 위챗 페이가 급속히 따라잡으면서 71%에서 점유율이 추락하였다. 2017년 9월 기준으로 알리페이는 안면 인식 지급 서비스를 공개하였다.

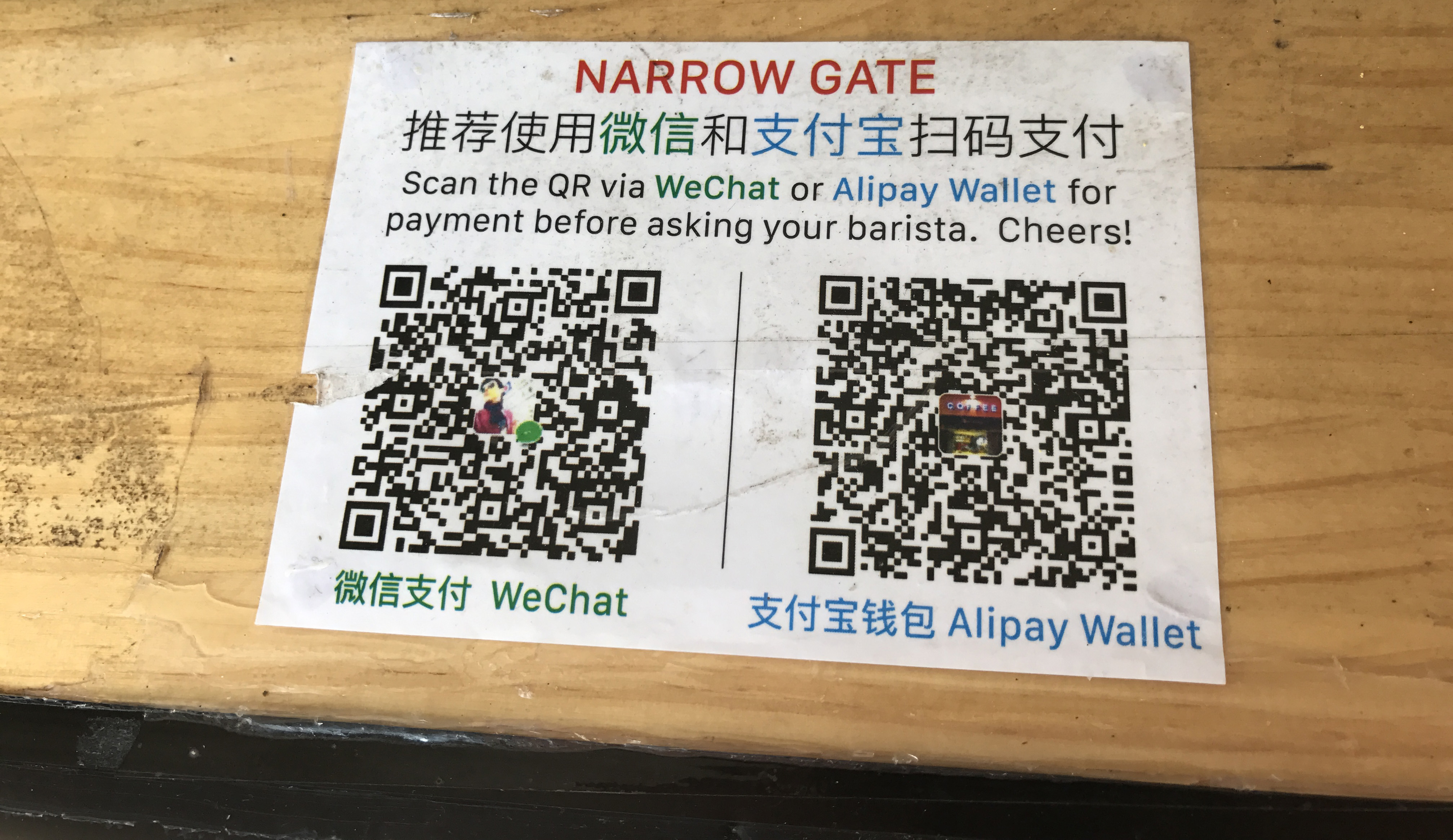
알리 페이/위챗 페이 결제를 위한 QR코드

## 역사

### 초기 역사:타오바오의 보증 거래 도구
알리페이는 2003년 타오바오의 거래 안전 문제를 해결하기 위해 도입된 결제 시스템이다. 초기 타오바오의 거래는 주로 같은 도시에서 이루어졌으나, 온라인 거래 확대로 사기 위험이 커지자 이를 해결하기 위한 결제 방식이 필요해졌다. 알리페이는 구매자가 상품을 수령하고 확인한 후에야 판매자에게 대금이 지급되는 보증 거래 모델을 도입하여, 거래의 신뢰성을 높였다. 알리페이가 출시된 후, 더 많은 사람들이 타오바오 온라인 쇼핑을 사용하게 되었고, 결제의 병목 문제도 해결했다. 그 후 타오바오의 70% 이상의 제품은 모두 보증 거래 방식을 선택했다. 이후 타오바오는 보증거래를 '표준'으로 하기로 결정했고, 매 거래마다 보증거래 모델을 채택해야 했기 때문에 이로 인해 알리페이의 보증거래량이 대폭 증가했다.

### 업무 독립과 확장
2004년 9월, 루자오시는 알리바바에 입사하여 알리페이의 첫 사장이 되었다. 그는 가상 계좌 시스템을 구축하고 시스템 업그레이드를 진행하였다.
2004년 12월 8일, 알리페이는 타오바오에서 독립하여 '절강 알리페이 네트워크 과학 기술 유한 회사'로 출범했다.
2005년 2월, 알리페이는 사용자 신뢰를 높이기 위해 '배상 보증' 프로그램을 시작하였다,
2006년 10월, 결제 실패 문제를 해결하기 위해 '알리페이 전용 카드'를 출시했다.
2007년,이용 상인과 시나리오를 넓히기 위해 베이징, 상하이, 선전에 지사를 설립했다.
2008년 2월 27일,무선 인터넷 시장에 진출하여 휴대폰 결제 서비스를 개시한다고 발표했다.
2010년, 마윈은 알리페이의 사용자 경험을 개선하기 위해 펑레이를 CEO로 임명하기로 결정하고 사용자 가치관을 중심하기 시작했으며 이는 이후 알리페이의 경영 규범이 되었다.

## 거래처리
구매자와 판매자는 모든 거래를 알리페이를 통해 완수하며 이 프로세스는 다음의 네 단계로 나눌 수 있다:
1. 구매자가 제품을 선택한다
2. 구매자는 알리페이를 통해 제품의 대금을 지급한다
3. 판매자는 상품을 구매자에게 배송한다
4. 알리페이는 구매자가 제품에 만족했다고 표시하면 판매자에게 지급비용을 송금한다

### 결제방식
사용자는 알리페이에 은행계좌를 연동한 후에 해당 계좌를 통해 직접 결제할 수도 있고 알리페이 머니를 미리 충전한 후 충전금액에서 차감 결제 한다. 알리페이 충전방법으로는 직불카드, 신용카드 및 계좌이체 등이 있다.

## 기능
- 크로스 보더 온라인 지불
- 일일 비용 지불
- 송금
- 금융 기능
- 온라인 및 오프라인 결제
- 세금환급
- 전자증명서
- 생활 서비스 및 생활 계정
- 생체 인식 결제

### 활용방법
현재 알리페이는 결제, 생활 서비스, 정부 서비스, 소셜, 재테크, 보험, 공익 등 다양한 기능을 통합한 개방형 플랫폼으로 발전했다. 초기에는 타오바오의 보증 결제 서비스만 제공했으나, 점차 신용카드 상환, 공공요금 납부, 자선 납부 서비스 등으로 사용 범위를 확장했다.
알리페이 출시 초기 결제 방식은 게이트웨이 결제 위주이었으며, 동시에 오프라인 상인과 협력하여 인터넷 뱅킹을 개설하지 않은 사용자에게 오프라인 결제 서비스를 제공하였다. 게이트웨이 결제 성공률이 낮기 때문에 알리페이는 이후 '알리페이용카드'와 '중국은행 타오바오 카드'를 출시했으며 2010년에는 협력하여 빠른 결제 서비스를 출시했다. 현재, 빠른 결제는 알리페이 사용자의 주류 결제 방식이 되었다.
알리페이는 이체와 현금 인출 기능도 제공하며, 2016년부터 초과 인출에 대해 수수료를 부과하고 있다. 2016년부터는 다양한 이체 방식을 제공하며, 2018년에는 이체 시스템을 업그레이드하여 사기 대응 기능을 강화했다.

## 영향력
막대한 중국 내수시장의 영향력을 바탕으로 알리페이는 세계 무대로 뻗어나갔다. 전 세계 알리페이 결제 가능 국가는 약 70여 개, 가맹점은 약 8만 개, 이용자는 세계적으로 약 2억 명으로 추산된다. 2016년에는 인도 업체 지분 40%를 취득했으며, 최근에는 태국 업체와 제휴 계약을 체결하기도 했다.알리페이는 중국 뿐만 아니라 전 세계적으로 사용되는 중이며 O2O 비즈니스 모델을 구축하여 단순히 온라인 결제를 위한 수단이 아닌 적극적인 자산운용, 온라인 보험, 주식거래 등의 다양한 금융활동을 할 수 있는 금융계좌이자 문화 콘텐츠, 교육, 의료 미용, 가사 등 각종 생활 서비스까지 융합된 O2O 생활 서비스 핀테크 혁신 플랫폼으로 발전 하였다.